# Vanellus resplendens
La pavoncella delle Ande (Vanellus resplendens, Tschudi, 1843), è un uccello della famiglia dei Charadriidae.

## Sistematica
Vanellus resplendens non ha sottospecie, è monotipico.

## Distribuzione e habitat
Questo uccello vive in Sudamerica a ovest della Cordigliera delle Ande, dalla Colombia sodoccidentale fino al nord del Cile e al nordovest dell'Argentina.